# Nikolaos Kaltsas
Nikolaos E. Kaltsas (griechisch Νικόλαος Καλτσάς) (* in Dialampi, Nordgriechenland) ist ein griechischer Klassischer Archäologe.

## Leben
Nikolaos Kaltsas studierte Klassische Archäologie an der Universität Thessaloniki, wo er 1985 promoviert wurde. 1981 wurde er Kurator am Archäologischen Museum in Olympia, 1984 wechselte er in das Kulturministerium in Athen. 1993 wurde er Kurator der Skulpturensammlung des Archäologischen Nationalmuseums in Athen, von 2002 bis 2012 war er Direktor des Museums. Seit dem 1. Oktober 2021 ist er wissenschaftlicher Direktor des Museum für kykladische Kunst in Athen. Er ist korrespondierendes Mitglied des Deutschen Archäologischen Instituts.

## Veröffentlichungen (Auswahl)
- Olympia, Archaeological Receipts Fund, Athen 1997.
- Τα γλυπτά. Εθνικό Αρχαιολογικό Μουσείο, κατάλογος. Kapon, Athen 2001, ISBN 960-7037-09-X.
  - englisch: Sculpture in the National Archaeological Museum, Athens. The J. Paul Getty Museum, Los Angeles 2002, ISBN 0-89236-686-9.
- Die Kore und der Kouros aus Myrrhinous. In: Antike Plastik 28, Hirmer, München 2002, S. 7–39.
- The National Archeological Museum, National Archaeological Museum, Athen 2007 (Online).
- mit Alan Shapiro (Hrsg.): Worshiping Women. Ritual and Reality in Classical Athens. Onassis Foundation, New York 2008.
- mit Alan Shapiro (Hrsg.): The Feminine and the Sacred in Ancient Athens. Onassis Foundation, New York 2010.